# アレクサンダー・グレッグ
米国聖公会の聖職者であったアレクサンダー・グレッグ（Alexander Gregg、1819年10月18日 - 1893年7月11日）は、米国聖公会テキサス州教区初代主教である。

## 若年期と教育
アレクサンダー・グレッグは、1819年10月8日に歴史上「オールド・チュローズ」として知られる地域にあるサウスカロライナ州ダーリントン郡ソサエティヒルでデイヴィッド・グレッグとアータリンダ・ブロッキーの息子として生まれた。サウスカロライナ州ウインズボロの私立学校で教育を受けた後、サウスカロライナ大学に通い、1838年12月に教養学士を取得して卒業した。1841年4月21日にシャルロット・ウィルソン・コロックと結婚し、10人の子供をもうけた。その後、1841年12月6日にサウスカロライナ州シャローの弁護士としての開業を許されて2年間弁護士業を務めた。米国聖公会に興味を抱くようになり、結局は1843年にセント・デイビッド監督教会で洗礼と堅信礼を受けた 。

## 聖職者叙任
洗礼と堅信礼を受けた後、グレッグは聖職者候補となる。米国聖公会サウスカロライナ州教区のクリストファー・エドワーズ・ガズデン主教によりセント・フィリップ教会で1846年6月10日に執事、1847年12月19日には司祭に叙任された。主教に選出される直前まで、サウスカロライナ州シャローの米国聖公会セント・デイビッド教会の主任司祭としての聖職者生活を過ごした。

## 任期
1859年5月5日に初代テキサス州教区主教に選出され、1859年10月13日にジョン・ヘンリー・ホプキンス総裁主教によって叙任された。受け持った教区はテキサス州全域に及んだ。グレッグ主教は南北戦争、および南北戦争後の南部諸州の合衆国への再建期という困難な時期に主教職を務め上げ、テキサス州が辺境地帯から定住地域へと変化できるようにリーダーシップを発揮し、教区内の教会の数が6から60に増えていくのを見届けた。1874年、主教職の任期が終わりに近づくにつれ、グレッグはテキサス州教区における3つの教区（テキサス州西部とテキサス州北部における2つの新しい布教地区）への分割において主要な役割を果たした。テキサス州教区は現在ある境界において本来の教区の名前を維持した。ユニバーシティ・オブ・ザ・サウスの第4代学長となり、1887年8月1日から没するまで務め上げた。

## 著作活動
1867年、グレッグ主教はアメリカ独立革命における愛国主義者の役割を明確にした故郷の歴史を発表した。

## 死
在職中の1893年7月11日に自宅のあるテキサス州オースティンで没したグレッグ主教は、サウスカロライナ州シャローにあるセント・デイビッド監督教会・墓地に埋葬された。